# Gerrit van Wuysthoff
Gerrit van Wuysthoff (auch Geraerd Wuesthoff; lebte im 17. Jahrhundert) war ein niederländischer Kaufmann und diente der Niederländischen Ostindienkompanie. Er war nach Quellenlage der erste Europäer, der das heutige Laos besuchte.

## Leben
1641 unternahm Wuysthoff im Auftrag der kambodschanischen Faktorei der Ostindienkompanie eine Erkundungsfahrt von der seinerzeitigen Hauptstadt Kambodschas, Lovek, nach Vientiane im nördlichen Laos. Seine Begleiter waren ein Barbier, der zugleich als Feldscher wirkte, ein Dolmetscher, zwei Träger und einer Gruppe laotischer Kaufleute. Die Fahrt begann während der Regenzeit am 20. Juli 1641 mit einer Sammlung Handelsgüter und Geschenke an den König von Lan Xang, Sulinyavongsa, der in Vientiane residierte. Insgesamt waren es 30 Leute, die in 12 Booten den Mekong aufwärts gingen.
Zwei Gründe bestimmten Wuysthoffs Reise: zunächst wollte die Niederländische Ostindienkompanie erfahren, wie profitabel der Handel mit Lan Xang sei und dann wollte man herausfinden, inwieweit der Mekong als Handelsweg in das Inland Südostasiens taugte. Die Holländer waren an Gummilack (Lackharz, lateinisch gummi lacca, englisch gumlac, französisch gomme laque) zur Herstellung von Siegellack, Benzoeharz (lateinisch Styrax benzoides, englisch benzoin) zur Gewinnung von Räucherwerk, und Tierfellen interessiert. Man hatte zwar Kontakt mit laotischen Kaufleuten in Ayutthaya und Kambodscha, doch wollte die Kompanie durch direkten Handel mit Lan Xang die Konkurrenz aus Arabien und Indien ausschalten. Deshalb sollte Wuysthoff den laotischen König davon überzeugen, Handel mit der Kompanie zu betreiben und ihr ein Monopol auf bestimmte Waren zu gewähren.
Wuysthoff wurde mit großen Ehren empfangen, schließlich waren Beziehungen zur Niederländischen Ostindienkompanie sehr nützlich. Es kam nie zu einer Faktorei in Vientiane, die Anfahrtswege waren einfach zu lang und zu unbequem. An den zahlreichen Wasserfällen mussten die Boote ausgeladen und getragen werden.
Van Wuysthoff verfasste ein Reisetagebuch, das ins Französische übersetzt und noch Jahrhunderte später als Reiseführer benutzt wurde, siehe Literatur.